# Девід Дрейер
Тімоті Девід Дрейер (англ. Timothy David Dreier; нар. 5 липня 1952, Канзас-Сіті, Міссурі) — американський політик-республіканець, був членом Палати представників від штату Каліфорнія з 1981 по 2013 роки.
Після відвідин Principia Upper Schools у Сент-Луїсі, він вивчав політологію у Claremont Men's College, а у 1975 році отримав ступінь бакалавра мистецтв з політології. Після цього Дрейер з 1975 по 1979 працював як директор з корпоративних відносин Claremont McKenna College. Одночасно він навчався в аспірантурі Claremont Graduate School, яку закінчив у 1976 зі ступенем магістра мистецтв.
Його політична кар'єра почалася делегатом на Республіканській національній конвенції для встановлення республіканського кандидата у президенти США (1976, 1980) і делегатом на з'їзді Республіканської партії Каліфорнії для висування кандидатів на посаду губернатора (1978, 1980). Крім того, він був віце-президентом родинної компанії, Dreier Development Co. у Канзас-Сіті. У 1978 безуспішно балотувався до Палати представників США.